# 着差 (競馬)
競馬の競走における着差（ちゃくさ）とは、ある馬がゴールに到達した時点と他の馬がゴールに到達した時点の差を、馬の体を単位とした距離で表示したものである。1馬身は約 2.4 m。それ以下の単位としてハナ差 (約 20 cm)、アタマ差 (約 40 cm)、クビ差 (約 80 cm)など。ばんえい競走では用いられない。

## 概要
平地競走や障害競走などでは、伝統的にゴールの差を時間では表示しない。元来、競馬は到達時間を争うものではなく到達順位を競うものであり、ひとつの競走に参加している競走馬に序列をつけるのは到達順位で事足りる。時間の計測が必要になるのは、その競走に参加していない別の馬との比較が求められる場合である。
サラブレッドの全力疾走は時速70キロ (km/h)に達し、10分の1秒で 2 mほど進む。接戦となった場合、目視による差が10 cmであったとすると時間に直すと1000分の5秒 (5ミリ秒 (ms))ほどである。17世紀から18世紀に現在の競馬のスタイルが確立されたころには、まだ100分の1秒 (10ミリ秒 (ms))、1000分の1秒 (1ミリ秒 (ms))を精確に計測する手段がなかった。このため目視によって計測がなされ、馬の体を基準に差を表示する方法が定着した。
20世紀の前半に目視に変わって写真判定が採用され、時計の測定技術も進歩したにもかかわらず現在もゴールの差を表示する場合は馬の体が基準となり時間によっては表さない。日本では10分の1秒での計測が公式なものであり、公式なタイムは一緒であっても場合によっては 1 m前後の差が発生する。1位馬と最下位馬のタイムは精確に計測されているがそれ以外の着順の馬の公式タイムは計測によるものではなく、写真に基づいた計算値である。
競馬は技術の進歩を受け入れないわけではなく、調教時の走破タイムの測定にはレーザーによる測定が用いられている。2016年の天皇賞の1・2着馬の着差 4 cm、同年の日本ダービーの1・2着馬の着差 8 cmのように、数センチの差で決着するケースも多々ある。
一方でばんえい競走では着差は用いられず、全てを走破時間で表示する。ばんえい競走ではそりの最後端が決勝線を通過した際にゴールとなるが走路上および決勝線で競走馬が息を入れるために止まってしまうため、馬の体を基準に他馬との到着順位をつけることができないからである。
本来はハナ差であろうが大差であろうが競走に勝利していれば一緒であり、着差は無意味である。ただセクレタリアトやマルゼンスキーのような極端な強さを見せた馬の強さを表現するための種として取り上げられることがあり、また新馬戦で大差勝ちした馬が期待の大物として持ち上げられることも多い。反対にテイエムオペラオーやメジロマックイーンのような「無駄に着差を広げずに」勝つ馬が不当な評価を受けることも多い。

## 日本の着差の表示
日本の平地競走や障害競走では着差は原則として審判による目視によって判定されるが、着差が少ない場合は写真判定が行わる。写真判定はフォトチャートカメラという特殊なカメラを使用し写真には1000分の6秒 (6 ms) ごとにスリットが入れられ、このスリットの数を基準に着差が決定される。スリットの数による基準は絶対的なものではなく、そのときのスピードなどによって多少の相違がある。フォトチャートカメラによる撮影自体はすべての競走で行われ、競走後に発表される走破タイムの測定に用いられる。
競馬においては、ゴールとは馬体の一部が決勝線に到達した瞬間を指す。通常、これは競走馬の鼻の先ということになる。ばんえい競走の場合はゴールはそりの最後端が決勝線を通過したときである（ただし前述のように着差が用いられることはない）。
着差が短いものから次のようになっている。
- 同着 - 写真によっても肉眼では差が確認できないもの - タイム差は0
- ハナ差（鼻差） - スリットの数は3 - タイム差は0
- アタマ差（頭差） - スリットの数は6 - タイム差は0
- クビ差（首差、頸差） - スリットの数は12 - タイム差は0〜1/10秒
- 1/2馬身（半馬身） - スリットの数は24 - タイム差は1/10秒
- 3/4馬身 - スリットの数は30 - タイム差は1/10〜2/10秒
- 1馬身 - スリットの数は33 - タイム差は2/10秒
- 1 1/4馬身（1馬身と1/4） - スリットの数は37 - タイム差は2/10秒
- 1 1/2馬身（1馬身と1/2） - タイム差は2/10〜3/10秒
- 1 3/4馬身（1馬身と3/4） - タイム差は3/10秒
- 2馬身 - タイム差は3/10秒
- 2 1/2馬身 - タイム差は4/10秒
- 3馬身 - タイム差は5/10秒
- 3 1/2馬身 - タイム差は6/10秒
- 4馬身 - タイム差は7/10秒
- 5馬身 - タイム差は8/10〜9/10秒
- 6馬身 - タイム差は1秒
- 7馬身 - タイム差は11/10〜12/10秒
- 8馬身 - タイム差は13/10秒
- 9馬身 - タイム差は14/10〜15/10秒
- 10馬身 - タイム差は16/10秒
- 大差 - タイム差は17/10秒以上

4馬身以上は端数を数えない。たとえば「6馬身とクビ差」のような上記以外の「着差」は存在しない。ただし降着制度に基づく降着馬や失格馬が出た場合は、6馬身+ハナ差などとなる。また、公式には11馬身以上の差はすべて「大差」と表示する。
厳密に言えば競走馬のスピードによって違いはあるが、約5〜6馬身が1秒に相当する。

## 短頭差、短首差
日本以外では、「短頭差 (short head) 」「短首差 (short neck) 」なども用いられる。

## 優勝決定戦
大正以前の日本では1着が同着となった場合、馬主の希望によって1着馬を1頭とするための優勝決定戦が行われることがあった。優勝決定戦は1着同着馬のすべての馬主が実施を希望にする場合に行われた。たとえば2頭が同着となった場合、双方が希望する場合には優勝決定戦が行われ一方のみが希望する場合は希望した馬主の馬が1着（希望しなかった馬主の馬は2着）となり双方が希望しなかった場合には賞金を折半するといった処理がなされた。

## デッドヒート
日本語では通例「デッドヒート (dead heat) 」といえば「激しい争い」のような意味で使われているが、本来は「同着」を表す競馬用語である。これは、19世紀まで盛んだったヒートレース（ヒート戦、ヒート競走ともいう）という競走形態に由来する。ヒート戦は1回のレースを1ヒートと呼び同じ馬たちが複数ヒート走り、ある馬が2ヒート連続で勝った時点でその馬の勝利とする勝ち抜き方式である。1着同着となった場合は勝ち馬が決まらないため、そのヒートは無駄なヒートになってしまうことから「デッドヒート」といわれた。

## 着差とレーティング
国際競馬統括機関連盟が毎年1月に発表するワールド・ベスト・レースホース・ランキングでは、一競走における競走馬間の能力比較について、「マイル戦で1馬身差=2ポンド」、マイル戦より短い距離は差を大きく、マイル戦より長い距離は逆に差を小さく計算する。例えば1200mならば1馬身=2.5ポンドを適用する。
しかし、海外では11馬身以上の着差についても正確に計測されるのに対し、日本では15馬身であろうと20馬身であろうと公式にはすべて「大差」と表記されるため、上位入線馬間にそのような着差が生じた場合の扱いが日本と海外では異なり、不平等である（たとえ日本で大差勝ちをしても、正確な計測がなされずに「11馬身」として実際より少なく処理されてしまう）との批判もある。

## 特筆すべき着差の例

### ランダルース
1980年生まれのアメリカスペンドスリフトファーム産鹿毛の牝馬、父シアトルスルー、母ストリップポーカー。ランダルース（Landaluce）は2歳の時にアメリカのハリウッドパーク競馬場で開催されるハリウッドラッシーステークス（アメリカG2）で21馬身差で優勝した。これは同競馬場での最大着差である。
ランダルースはアメリカの三冠馬シアトルスルーの初年度産駒でデビューから3か月の間に5連勝で最高格のG1であるオークリーフステークスに優勝し、シアトルスルーの子供としては最初のG1競走優勝馬となった。ランダルースは1か月後の1982年11月28日に伝染病で急死した。生涯で2着につけた着差の合計は46馬身。G1競走は僅か1勝であるにもかかわらず、その年のアメリカ（エクリプス賞）最優秀2歳牝馬に選ばれた。
ランダルースはタイキブリザードやパラダイスクリークの近親である。ハリウッドラッシーステークスは今ではランダルースステークスと改名されている。

### セクレタリアト
20世紀のアメリカ名馬100選で20世紀で2番目に偉大な競走馬に選ばれたセクレタリアトは1970年生まれのアメリカ産牡馬で、1973年にアメリカの三冠を達成した。三冠目のベルモントステークスで2着に31馬身の大差をつけた。この競走は競馬の世界では大差の例としてよく引き合いに出される。このときの走破タイムは世界レコードで2021年現在、破られていない。詳細はセクレタリアト参照。